# St. Charles (Iowa)
Pour les articles homonymes, voir Saint-Charles.
St. Charles est une ville du  comté de Madison, en Iowa, aux États-Unis. Elle est fondée en 1852 et incorporée le 15 mars 1876.

## Source de la traduction
- (en) Cet article est partiellement ou en totalité issu de l’article de Wikipédia en anglais intitulé « St. Charles, Iowa » (voir la liste des auteurs).